# دافي أرمور
دافي أرمور (بالإنجليزية: Davie Armour)‏ هو لاعب كرة قدم بريطاني، ولد في 11 أبريل 1953 في غلاسكو في المملكة المتحدة، وتوفي في 31 يوليو 2004. لعب مع نادي آير يونايتد ونادي رينجرز ونادي كاودينبيث لكرة القدم.